# Kina Kai
Kina Kai (sinh ngày 2 tháng 9 1983) là một diễn viên phim người lớn Philippines. Cô cũng từng có các nghệ danh là Kyna, Kina Kay và Kina Tye.